# AlgaeBase
AlgaeBase是一個收錄藻類與海草資料的全球物種資料庫（GSD），其前身為愛爾蘭植物學家邁克爾·D·吉里於1996年設立的海草資料庫，後來成為收錄世界各地陸生、淡水與海洋藻類與海草物種的資料庫，其中以海生藻類與海草的資料較為完備。2005年AlgaeBase已收錄約65,000個藻類名稱。截至2021年12月，AlgaeBase已收錄164,460個物種或種下分類群的名稱與22,681張圖片。
AlgaeBase早期（2000年－2005年；2007年－2010年）是由愛爾蘭高等教育管理局的研究計畫支持，後來經費來源主要為私人或組織贊助，愛爾蘭國立大學戈爾韋分校對資料庫的經費與設備提供支持，美國藻類學會、英國藻類學會、國際藻類學會與韓國藻類學會每年均資助AlgaeBase，另外AlgaeBase也向其他網站收費授權使用其資料。
2013年，AlgaeBase與弗兰德斯海洋研究所簽署終端使用者授權合約，允許後者運營的資料庫世界海洋物種目錄（WoRMS）引入其收錄的藻類資料。

## 註腳
1. ↑  海草屬於被子植物，但仍被收錄於AlgaeBase資料庫中[1]。